# Johannes Coccius
Johannes Coccius auch: Johannes Kok, Cock; (* 28. November 1626 in Zwolle; † 25. August 1678 in Leiden) war ein niederländischer Philologe und Rhetoriker.

## Leben
Der Sohn des Rektors der Lateinschule in Zwolle Johannes Cock und dessen am 10. August 1618 angetrauter Ehefrau Aeltien Buis begann nach Besuch der Lateinschule seines Heimatortes sein Studium in den letzten Monaten des Jahres 1646 an der Universität Utrecht. Hier dürfte er ein umfangreiches Studium der philosophischen Grundwissenschaften absolviert haben. Seine Ausbildung setzte er am Gymnasium Illustre in Deventer unter Rektor Johann Friedrich Gronovius fort, wo er sich am 4. September 1648 immatrikulierte.
Ab dem 26. April 1650 widmete er sich an der Universität Franeker dem Theologiestudium. Am 26. August des gleichen Jahres wurde er Konrektor der Lateinschule in Zwolle und am 12. Juni 1655 deren Rektor. Hier heiratete er im selben Jahr am 23. Juni Margrieta Verhoef(f), auch of Verhoeven (* um 1634; † 22. September 1678), die nachgelassene Tochter des Cornelis Verhoeff.
Im selben Jahr lernte er auch Johannes Vollenhove (1631–1708) kennen, der in Zwolle eine neue Tätigkeit fand und mit dem Coccius in regen Gedankenaustausch über Philosophie und Poesie trat.
Die Freundschaft konnte intensiviert werden, als Coccius am 1. März 1668 Rektor der Lateinschule in Den Haag wurde, welches Amt er mit der Rede de literarum praestantia (Den Haag 1668) antrat.
Am 15. April 1670 beriefen die Kuratoren der Leidener Hochschule ihn zum Professor der Geschichte und Rhetorik. Dieses Amt trat er mit der Rede De eloquentica laudatibus (Leiden 1670) an und hielt auch die Vorlesungen zur lateinischen Sprache. In Leiden beteiligte er sich 1676/77 als Rektor der Alma Mater auch an den organisatorischen Aufgaben der Hochschule.
Offenbar hatte Coccius auch philologische Ambitionen an der Leidener Hochschule entwickelt und die Professur der griechischen Sprache angestrebt, welche auch das Lehrrecht zur hebräischen Sprache enthielt. Da Allardus Uchtmannus (1611–1680) ab 1675 keine Vorlesungen mehr dazu hielt, sah Coccius die Möglichkeit, seinen wissenschaftlichen Bereich und sein finanzielles Einkommen zu erweitern. Jedoch wollten die Kuratoren das Amt separat besetzen, woraufhin in den Verhandlungen dazu ein gewisses Patt für eine längere Zeit entstand. Schließlich übertrugen die Kuratoren am 6. Juni 1678 ihm die Professur. Jedoch konnte er hier keine Akzente mehr setzen und verstarb zwei Wochen später.

## Werke
Zu seinem Werkschaffen gibt es wenig anzuführen. Gelegentlich tauchen von ihm Gedichte in einigen Werken anderer Autoren auf (Vollenhoves Kruistriomf (1656), Cantilena sive Carmen Martinianum Anni MDCLXI, Scholae Zuollanae decantandum). Zudem hat er eine Rudimenta linguae latinae proeceptis grammaticae Philippo-Ramaeae accommodata, in usum scholoe Zuollanoe. (Zwolle 1656) herausgegeben. Aus seiner universitären Zeit sind eine cum Ciceronis orationem pro Milone auspicaretur interpretari (Leiden, 1670) und eine Oratie de bello cum Gallis, Gravia recepta, et Belgia liberato dicta ex Academici Senatus auctoritate, Nonis ipsis Novembris (Leiden, 1674) überliefert.